# Polypropylen

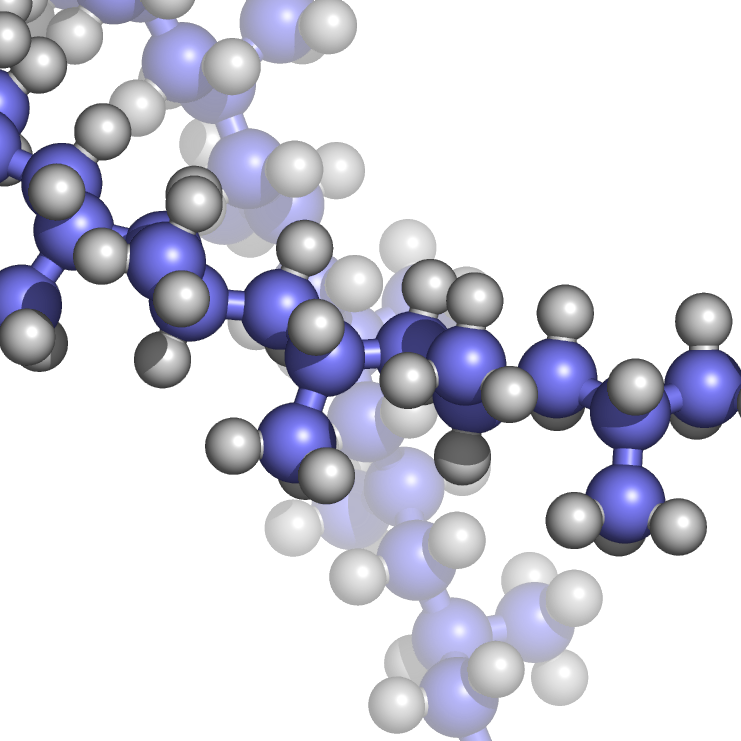
Prostorový model polypropylenu

Polypropylen (PP) je termoplastický polymer ze skupiny polyolefinů, které patří mezi nejběžnější plasty, používá se v mnoha odvětvích potravinářského a textilního průmyslu, v chemickém průmyslu a v laboratorních vybaveních. Vyrábí se z něj obaly, textilie, plastové díly, reproduktory a automobilové díly. Prodává se pod obchodním názvem Tipplen, Tatren, Mosten atd. Vedle polyetylenu a PVC je to třetí nejčastější polymerizační plast. V roce 2007 bylo celosvětově vyrobeno 45,1 milionů tun polypropylenu, což vytvořilo celkový obrat přibližně 65 miliard USD (47,4 miliard EUR).
Polypropylen je adiční polymer vyrobený z propylenového monomeru. Je extrémně odolný vůči většině chemických rozpouštědel, zásadám a kyselinám.

## Vlastnosti
Polypropylen na trhu je nejčastěji izotaktický. Polypropylen má podobné fyzikálně-chemické vlastnosti jako polyethylen. PP je obecně tvrdý a pružný, zvláště když je kopolymerován s ethylenem. To umožňuje polypropylenu konkurovat jako technický plast i ABS. 
Při nízkých teplotách křehne. Kolem 140–150 stupňů Celsia měkne, kolem 160–170 stupňů Celsia se taví. Je odolný vůči olejům, organickým rozpouštědlům a alkoholům, dobře se rozpouští v xylenech či tetrahydronaftalenu. Polypropylen vyniká velmi dobrou chemickou a mechanickou odolností.  Dá se vyrobit i v průhledné formě, ale ne tak snadno jako polystyren nebo jiné plasty. Často se barví, to je možné přidáním pigmentů.
Existují tři hlavní typy: homopolymer, statistický kopolymer a blokový kopolymer. Komonomerem je obvykle ethylen.

## Použití

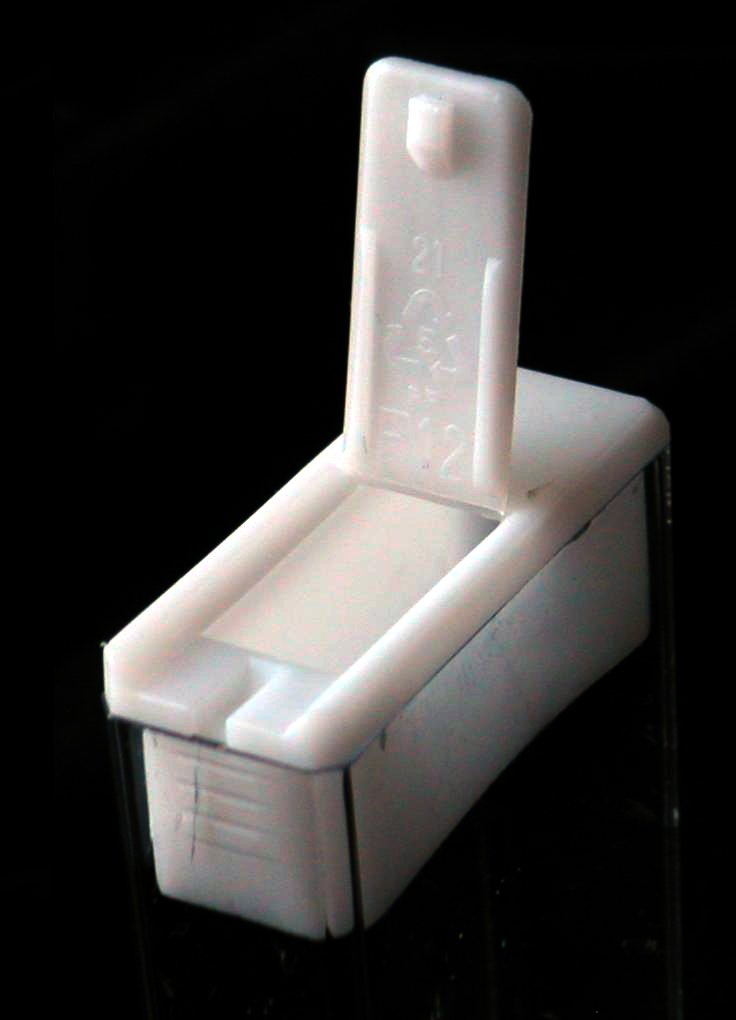
Příklad použití polypropylenu pro obaly

Polypropylen je často používán pro výrobu lan a provazů kvůli své nízké hustotě hmotnosti – lana jsou pak dostatečně lehká, takže mohou plavat na hladině.
Polypropylen se také užívá jako alternativa k polyvinylchloridu (PVC) pro izolaci elektrických kabelů v málo větraných prostředích, především v tunelech. Polypropylen totiž při hoření neprodukuje tolik kouře a žádné toxické halogenované uhlovodíky, které by mohly za vysokých teplot přispět ke vzniku různých kyselin.
Má přidělené mezinárodní identifikační číslo pro plasty . V roce 2001 dosáhla roční celosvětová produkce polypropylenu přes 30 miliónů tun.
Pro své vlastnosti se používá v mnoha různých oblastech chemického průmyslu. Při pokojové teplotě je velmi odolný vůči zásadám a kyselinám. Odolnost PP proti chladu lze zlepšit plastifikací, přidáním elastomerů a kopolymerací. Základní tepelné vlastnosti polypropylenu z technického hlediska použití jsou následující:
Do 120–130 °C jej lze stále bezpečně používat pro většinu účelů. Rozsah tání polypropylenu je, kvůli jeho krystalické povaze, úzký, obvykle 2–3 °C. Polypropylen je jedním z nejvíce hořlavých plastů. PP se často používá k výrobě součástí elektrické izolace, ale v této oblasti je důležitá snížená hořlavost přidáním přísady zpomalující hoření. Polypropylen je jedním z materiálů s nejlepší chemickou odolností. Polypropylen se taví při teplotách 160–170 °C. Je odolný vůči UV záření i vůči alkoholům a organickým rozpouštědlům a je dobře rozpustný v xylenu.

## Praktické aplikace
Polypropylen se používá v oblastech podobných polyetylenu. Má také výhodu v tom, že splňuje vyšší pevnostní a tepelné požadavky. Díky své krystalické povaze se orientuje při protahování a zvyšuje se jeho pevnost, takže jej lze s výhodou použít pro výrobu fólií, fólií a vláken vhodných pro technické účely. Kromě fólií je vhodný pro výrobu dutých těles (plechovky, lahve, balónky, sudy), krabic, přepravek a dalších balicích zařízení. Pro svou pevnost, chemickou odolnost a voděodolnost (čistitelnost) se používá v mnoha spotřebních výrobcích, hračkách a sportovních potřebách. Přirozená barva PP je mléčně bílá.

## Degradace
Jednou z hlavních nevýhod polypropylenu je jeho schopnost výrazně degradovat během výroby a používání. UV záření (i dostatek slunečního záření) může způsobit zvrásnění řetězu, což vyžaduje použití přísady pohlcující UV záření pro vnější aplikace (určitou ochranu poskytují i saze). Při vysokých teplotách může oxidovat, což je častý problém při výrobě (extruze, vstřikování). Naproti tomu jsou chráněny přídavkem antioxidantů.

## Výroba
Provádí se polymerací za vysokého tlaku a teploty. Obvykle z propenu za použití katalyzátorů (např. TiCl4).